# Borna Ćorić
Borna Ćorić (* 14. November 1996 in Zagreb) ist ein kroatischer Tennisspieler.

## Karriere

### Bis 2014: Anfänge und Aufstieg zum Top-100-Spieler
Ćorić trat erstmals im Juli 2013 auf der ATP World Tour in Erscheinung, als er für das Turnier in Umag eine Wildcard erhielt. Dabei wurde ihm in der ersten Runde Horacio Zeballos zugelost, dem er in drei Sätzen unterlag. Zuvor gewann er im April sein erstes Turnier auf der ITF Future Tour mit einem Finalsieg über Daniel Cox. Bei den Australian Open und den French Open erreichte er bei der ITF Junior Tour jeweils das Halbfinale, in Wimbledon stand er im Viertelfinale. Im September feierte er seinen größten Sieg auf Junioren-Ebene, als er bei den US Open das Finale erreichte und dieses gegen Thanasi Kokkinakis gewann. Mit dem Sieg sicherte sich Ćorić Platz 1 der Juniorenrangliste, am Jahresende stand er auf Platz zwei. Ćorić debütierte im September außerdem für die kroatische Davis-Cup-Mannschaft bei der Play-off-Begegnung gegen Großbritannien, als er das erste Einzel gegen Andy Murray in drei Sätzen mit 3:6, 0:6 und 3:6 verlor. In der Off-Season trainierte er zusammen mit dem damaligen Weltranglistenersten Rafael Nadal auf der spanischen Insel Mallorca, um sich auf die Saison 2014 vorzubereiten.
Diese begann er im Februar in Zagreb, wo er in der ersten Runde dem Qualifikanten Michael Berrer unterlag. Nach einigen mehr oder weniger erfolgreichen Future- und Challenger-Turnieren bezog er für das Turnier in Nizza eine weitere Wildcard und verlor seine Auftaktpartie gegen Leonardo Mayer. In Umag erreichte er nach Zweisatzsiegen über Édouard Roger-Vasselin und Horacio Zeballos erstmals das Viertelfinale, in dem er dem topgesetzten Fabio Fognini knapp in drei Sätzen unterlag. Dennoch stieß er daraufhin in der Weltrangliste in die Top 200 vor. Für eine große Überraschung sorgte er 2014 bei den US Open, als er sich für das Hauptfeld qualifizierte und in der ersten Runde Lukáš Rosol klar in drei Sätzen besiegte. Danach scheiterte er in vier Sätzen an Víctor Estrella, rückte aber in der Weltrangliste auf Position 176 vor. Im September 2014 erreichte er im türkischen Izmir sein erstes Challenger-Finale, das er in drei Sätzen gegen Malek Jaziri für sich entschied. Bei den Swiss Indoors in Basel erhielt Ćorić eine Wildcard für ein ATP-Turnier, die er auf beeindruckende Art und Weise nutzte. In der ersten Runde besiegte er in zwei Sätzen den gesetzten Letten Ernests Gulbis, im Achtelfinale Andrei Golubew, ehe er im Viertelfinale auf den ehemaligen Weltranglistenersten Rafael Nadal traf, den er ebenfalls in zwei Sätzen besiegte. Nach seinem bislang größten Sieg scheiterte Ćorić im Halbfinale in drei Sätzen an David Goffin, zog aber in der Weltrangliste erstmals in die Top 100 ein; das Jahr beendete er auf Platz 91. Bei der Viertelfinalbegegnung im Davis Cup 2014 gegen Polen gewann er das zweite Einzel gegen Jerzy Janowicz in fünf Sätzen; dennoch verlor Kroatien die Partie mit 1:3.

### 2015–2017: Etablierung auf der ATP-Tour und erster Turniersieg
In der Saison 2015 gelangen Ćorić in Dubai und Nizza jeweils Halbfinaleinzüge, bei Grand-Slam-Turnieren erreichte er in Roland Garros die dritte sowie in Wimbledon die zweite Runde. Im September sicherte er sich in Barranquilla gegen Rogério Dutra da Silva mit 6:4 und 6:1 seinen zweiten Titelgewinn auf der Challenger Tour. Zweimal wurde Ćorić in der Saison für den Davis Cup nominiert. In der ersten Runde gegen Serbien verlor er sein Einzel gegen Viktor Troicki in fünf Sätzen und mit der Mannschaft auch die Gesamtbegegnung mit 0:5. Die Play-off-Partie gegen Brasilien gewann Kroatien dagegen mit 3:1. Ćorić steuerte zum Sieg zwei Punkte bei, die er nach Siegen über João Souza und Thomaz Bellucci erzielte.
Gleich zum Saisonauftakt 2016 erreichte Ćorić in Chennai sein erstes Finale auf der ATP Tour. Dort traf er auf Stan Wawrinka, dem er mit 3:6 und 5:7 unterlag. Anschließend schied er mehrfach in der ersten oder zweiten Runde bei Turnieren aus, ehe im Davis Cup gegen Belgien zum Einsatz kam. Kroatien setzte sich mit 3:2 durch. Ćorić gewann dabei seine Partie gegen Kimmer Coppejans, während er gegen David Goffin das Nachsehen hatte. Beim ATP-Turnier in Marrakesch zog er im April nach drei Siegen in sein zweites Finale auf der World Tour ein. Gegen Federico Delbonis verlor er die Partie mit 2:6 und 4:6. Nach schwächeren Ergebnissen in den darauffolgenden Turnieren stand er wie schon im Vorjahr bei den French Open in der dritten Runde. Gegen Roberto Bautista Agut blieb er in drei Sätzen chancenlos. Nach Auftaktniederlagen in Halle und Wimbledon bestritt Ćorić zwei Einzelpartien im Davis-Cup-Viertelfinale gegen die Vereinigten Staaten. Einer Dreisatzniederlage gegen John Isner folgte der entscheidende Viersatz-Erfolg gegen Jack Sock, womit Kroatien die Partie mit 3:2 gewann. Bei den Olympischen Spielen 2016 in Rio de Janeiro ging Ćorić im Einzel an den Start, schied aber bereits in der ersten Runde gegen Gilles Simon in zwei Sätzen aus. Nach einem Viertelfinaleinzug beim Cincinnati Masters folgte bei den US Open das vorzeitige Aus in der ersten Runde aufgrund von Knieproblemen. Im Davis-Cup-Halbfinale gegen Frankreich absolvierte er daher im September seine letzte Partie der Saison. Er unterlag Richard Gasquet in drei Sätzen. Die kroatische Mannschaft gewann diese Begegnung wie schon die beiden zuvor mit 3:2 und erreichte das Endspiel, das ohne Ćorićs Beteiligung mit 2:3 gegen Argentinien verloren ging. Nach dem Halbfinale hatte sich Ćorić am Knie operieren lassen und wurde trotz erfolgter Genesung und seiner Bereitschaft zu spielen nicht für das Endspiel nominiert.
2017 kam Ćorić erst beim Miami Masters mit dem Einzug in die dritte Runde erstmals in der Saison über die zweite Runde bei einem Turnier hinaus. Bei dem direkt darauffolgenden Turnier in Marrakesch spielte er sich sogar bis ins Finale vor, in dem er Philipp Kohlschreiber in drei Sätzen bezwang und seinen ersten Karrieretitel auf der World Tour gewann. Dabei wehrte er fünf Matchbälle ab. Nach dem Titel folgten mehrere Auftaktniederlagen, sodass er beim Madrid Masters die Qualifikation bestreiten musste. Er überstand diese und erreichte schließlich das Viertelfinale, wo ihn Dominic Thiem in zwei Sätzen besiegte. Die restliche Saison verlief ohne nennenswerte Erfolge, mit Ausnahme der Next Generation ATP Finals zum Saisonende, für die er sich qualifizieren konnte. Nach überstandener Gruppenphase unterlag er im Halbfinale Andrei Rubljow.

### Ab 2018: Titel in Halle und weitere Finals
Zu Beginn der Saison 2018 wurde Ćorić Ende Januar erstmals seit 2016 wieder für den Davis Cup nominiert. Beim 3:1-Erfolg gegen Kanada gelangen ihm Siege gegen Denis Shapovalov und Vasek Pospisil. Nach einer Halbfinalteilnahme beim Indian Wells Masters und einer Viertelfinalteilnahme beim Miami Masters gewann Ćorić mit Kroatien die Begegnung im Davis-Cup-Viertelfinale gegen Kasachstan. Beim Rasenturnier in Halle besiegte er in der Auftaktrunde Alexander Zverev und spielte sich anschließend bis ins Finale vor. Dort besiegte er auch Roger Federer mit 7:6 (8:6), 3:6 und 6:2. Im Anschluss rückte er in der Weltrangliste erstmals in die Top 20 vor. Nächster Saisonhöhepunkt waren die US Open, bei denen er zum ersten Mal das Achtelfinale bei einem Grand-Slam-Turnier erreichte. Gegen Juan Martín del Potro schied er dort glatt in drei Sätzen aus. Beim Davis-Cup-Halbfinale gegen die Vereinigten Staaten gewann Ćorić zunächst sein Einzel gegen Steve Johnson und schließlich auch das entscheidende Match gegen Frances Tiafoe in fünf Sätzen, womit Kroatien die Begegnung mit 3:2 gewann und ins Finale einzog. Im Oktober erreichte Ćorić beim Shanghai Masters sein erstes Endspiel bei dieser Wertungskategorie. Auf dem Weg ins Finale hatte er unter anderem Juan Martín del Potro und Roger Federer geschlagen. Gegen Novak Đoković hatte er letztlich aber mit 3:6 und 4:6 das Nachsehen. Nach dem Turnier war an Platz 13 der Weltrangliste notiert; er rückte nach zwei weiteren Turnieren auf seinen Karrierebestwert von Rang zwölf vor. Im Finale des Davis Cups traf Kroatien zum Saisonende auf Frankreich, gegen das Ćorić seine Mannschaft nach einem Dreisatzerfolg über Jérémy Chardy mit 1:0 in Führung brachte. Da Marin Čilić seine beiden Einzelpartien gewann, wurde Ćorićs zweites Einzel nicht mehr ausgetragen, da Kroatien den Wettbewerb vorzeitig mit 3:1 gegen Frankreich gewann.
Bei den Australian Open erreichte er zum Saisonauftakt 2019 erstmals das Achtelfinale, in dem er Lucas Pouille in vier Sätzen unterlag. Im weiteren Saisonverlauf gelangen ihm Halbfinalteilnahmen in Dubai und ’s-Hertogenbosch, zudem erreichte er das Finale in St. Petersburg. Dort traf er auf Daniil Medwedew, der die Partie mit 6:3 und 6:1 gewann. Mehrfach hatte Ćorić in der Saison Verletzungsprobleme mit dem Rücken, die ihn zur Absage in Wimbledon und Aufgabe bei den US Open zwangen. Zum Saisonende erlitt er vier Auftaktniederlagen und musste auch beim Finale des Davis Cups bei seinem einzigen Einsatz in der Partie gegen Russland eine Niederlage gegen Karen Chatschanow hinnehmen. Das Jahr beendete er in der Weltrangliste auf dem 28. Platz.
Bis zur Unterbrechung der Saison 2020 aufgrund der COVID-19-Pandemie war die Halbfinalteilnahme in Rio de Janeiro Ćorićs bestes Resultat.

### Ab 2021: Schulteroperation und Comeback
Im Frühjahr 2021 musste sich Ćorić einer Schulteroperation unterziehen und das restliche Jahr pausieren.
Nach langer Rehabilitationszeit konnte Ćorić im August 2022 ein eindrucksvolles Comeback feiern: Beim Turnier in Cincinnati schaltete er unter anderem Rafael Nadal und Cameron Norrie aus, besiegte Stefanos Tsitsipas im Finale in zwei Sätzen und gewann somit seinen ersten Masters 1000 Titel. Dabei konnte er gleich mehrere Rekorde aufstellen: Am niedrigsten platzierter Finalist in Cincinnati und am niedrigsten platzierter Masters-1000-Sieger in der Geschichte (ATP-Rang 152). Ebenso konnte er mit dem Turniersieg wieder unter die Top 30 in der ATP-Rangliste vorstoßen.

## Auszeichnungen
Anlässlich der ATP World Tour Finals 2014 wurde Ćorić von der ATP mit dem ATP Star of Tomorrow Award als jüngster Spieler ausgezeichnet, der am Ende der Saison 2014 in den Top 100 der Weltrangliste platziert war. Er trat damit die Nachfolge von Jiří Veselý an, der diese Auszeichnung (Vorgänger-Award: Newcomer des Jahres) 2013 zum ersten Mal entgegennehmen konnte. Seine Nachfolge trat 2015 Alexander Zverev an.

## Erfolge
| Legende (Anzahl der Siege)      |
| Grand Slam                      |
| ATP World Tour Finals           |
| ATP World Tour Masters 1000 (1) |
| ATP World Tour 500 (1)          |
| ATP World Tour 250 (1)          |
| ATP Challenger Tour (7)         |

| Titel nach Belag |
| Hartplatz (1)    |
| Sand (1)         |
| Rasen (1)        |

### Einzel

#### Turniersiege

##### ATP World Tour
| Nr. | Datum           | Turnier    | Belag     | Finalgegner           | Ergebnis       |
| --- | --------------- | ---------- | --------- | --------------------- | -------------- |
| 1.  | 16. April 2017  | Marrakesch | Sand      | Philipp Kohlschreiber | 5:7, 7:63, 7:5 |
| 2.  | 24. Juni 2018   | Halle      | Rasen     | Roger Federer         | 7:66, 3:6, 6:2 |
| 3.  | 21. August 2022 | Cincinnati | Hartplatz | Stefanos Tsitsipas    | 7:60, 6:2      |

##### ATP Challenger Tour
| Nr. | Datum              | Turnier         | Belag         | Finalgegner            | Ergebnis        |
| --- | ------------------ | --------------- | ------------- | ---------------------- | --------------- |
| 1.  | 21. September 2014 | Izmir           | Hartplatz     | Malek Jaziri           | 6:1, 6:77, 6:4  |
| 2.  | 13. September 2015 | Barranquilla    | Sand          | Rogério Dutra da Silva | 6:4, 6:1        |
| 3.  | 19. Juni 2022      | Parma           | Sand          | Elias Ymer             | 7:64, 6:0       |
| 4.  | 2. März 2025       | Lugano          | Hartplatz (i) | Raphaël Collignon      | 6:3, 6:1        |
| 5.  | 9. März 2025       | Thionville      | Hartplatz (i) | Arthur Bouquier        | 6:4, 6:4        |
| 6.  | 22. März 2025      | Zadar           | Sand          | Valentin Royer         | 3:6, 6:2, 6:3   |
| 7.  | 4. Mai 2025        | Aix-en-Provence | Sand          | Stan Wawrinka          | 6:75, 6:3, 7:64 |

#### Finalteilnahmen
| Nr. | Datum              | Turnier            | Belag         | Finalgegner       | Ergebnis      |
| --- | ------------------ | ------------------ | ------------- | ----------------- | ------------- |
| 1.  | 10. Januar 2016    | Chennai            | Hartplatz     | Stan Wawrinka     | 3:6, 5:7      |
| 2.  | 10. April 2016     | Marrakesch         | Sand          | Federico Delbonis | 2:6, 4:6      |
| 3.  | 14. Oktober 2018   | Shanghai           | Hartplatz     | Novak Đoković     | 3:6, 4:6      |
| 4.  | 22. September 2019 | St. Petersburg (1) | Hartplatz (i) | Daniil Medwedew   | 3:6, 1:6      |
| 5.  | 18. Oktober 2020   | St. Petersburg (2) | Hartplatz (i) | Andrei Rubljow    | 6:75, 4:6     |
| 6.  | 4. Februar 2024    | Montpellier        | Hartplatz (i) | Alexander Bublik  | 7:5, 2:6, 3:6 |

## Abschneiden bei Grand-Slam-Turnieren

### Einzel
| Turnier         | 2014 | 2015 | 2016 | 2017 | 2018 | 2019 | 2020 | 2021 | 2022 | 2023 | 2024 | 2025 | Karriere |
| --------------- | ---- | ---- | ---- | ---- | ---- | ---- | ---- | ---- | ---- | ---- | ---- | ---- | -------- |
| Australian Open | —    | 1    | 1    | 1    | 1    | AF   | 1    | 2    | —    | 1    | 1    | 1    | AF       |
| French Open     | —    | 3    | 3    | 2    | 3    | 3    | 1    | —    | 2    | 3    | 1    | Q1   | 3        |
| Wimbledon       | Q1   | 2    | 1    | 1    | 1    | —    |      | —    | —    | 1    | 2    |      | 2        |
| US Open         | 2    | 1    | 1    | 3    | AF   | 2    | VF   | —    | 2    | 1    | 1    |      | VF       |

Zeichenerklärung: S = Turniersieg; F, HF, VF, AF = Einzug ins Finale / Halbfinale / Viertelfinale / Achtelfinale; 1, 2, 3 = Ausscheiden in der 1. / 2. / 3. Hauptrunde; Q1, Q2, Q3 = Ausscheiden in der 1. / 2. / 3. Qualifikationsrunde; nicht ausgetragen